# Gilberto Alfredo Vizcarra Mori
Gilberto Alfredo Vizcarra Mori SJ (* 11. Februar 1960 in Lima) ist ein peruanischer römisch-katholischer Geistlicher und Erzbischof von Trujillo.

## Leben
Gilberto Alfredo Vizcarra Mori trat dem Jesuitenorden bei und empfing am 31. Juli 1994 die Priesterweihe. Am 15. August 2001 legte er die letzten Ordensgelübde ab.
Papst Franziskus ernannte ihn am 11. Juni 2014 zum Apostolischen Vikar von Jaén en Peru o San Francisco Javier in Peru und zum Titularbischof von Autenti. Die Bischofsweihe spendete ihm der Erzbischof von Huancayo, Pedro Ricardo Barreto Jimeno SJ, am 15. August desselben Jahres. Mitkonsekratoren waren sein Vorgänger Santiago María García de la Rasilla SJ und der Apostolische Vikar von Mongo, Henri Coudray SJ.
Am 11. Februar 2025 ernannte ihn Papst Franziskus zum Erzbischof von Trujillo. Die Amtseinführung fand am 22. Februar desselben Jahres statt.